# Tour de l'Yonne
Le Tour de l'Yonne était une course cycliste par étapes, de niveau international, organisée en France de 1964 à 1988 sous l'égide de la FFC.

## Historique
Course sur 3 jours à 4 jours de 1964 à 1988, avec 3 à 4 étapes dont un CLM final et une première étape de 180 km. Le total avoisine les 340 km.
C'est la plus belle course amateur créée sur le département de l'Yonne. Course de niveau international beaucoup de futurs professionnels ont réalisé un podium. Nous avons un champion du monde amateur avec Jacques Botherel en 1969 ou Régis Ovion en 1971 ou le meilleur allemand de cette époque avec Olaf Ludwig en 1981 ou le baroudeur Jacky Durand en 1988.
Quelques Icaunais réalisèrent un podium général comme Jean-Pierre Mayda, second en 1972 derrière Georges Talbourdet le champion de France professionnel 1974 et Puccianti second en 1970. Jean-Claude Alary ( CSM Puteaux) ou Raymond Riotte ( Sainte-Colombe sur Seine dans le 21) finissent 5e en 1969 et 4e en 1965 deux beaux TOP 5. Le Sénonais Boissec Serge Guillaume gagne une étape en 1968 avant de coincer pour terminer 16 e du général
La première édition commence en 1964 gagné par Georges Chappe professionnel en 1965, meilleur professionnel français en 1970 et la dernière édition se termine en 1988 avec Jacky Durand qui fait second et passe professionnel en 1990.

## Palmarès
| Année               | Vainqueur              | Deuxième              | Troisième           |
| ------------------- | ---------------------- | --------------------- | ------------------- |
| 08 et 09/08/1964    | Georges Chappe         | Jean Dumont           | Charly Grosskost    |
| 07 et 08/08/1965    | Bernard Guyot          | Claude Lechatellier   | Henri Heintz        |
| 06 au 08/08/1966    | Jean-Claude Maroilleau | Claude Perrotin       | Daniel Ducreux      |
| 05 au 07/08/1967    | Derek Harrison         | Henk Hiddinga         | Jean-Pierre Boulard |
| 10 au 12/08/1968    | Pierre Rivory          | Peter Buckley         | Henk Hiddinga       |
| 09 au 11/08/1969    | Jacques Botherel       | Serge Lapébie         | Pierre Martelozzo   |
| 08 au 10/08/1970    | Guy Courtois           | Jean-Pierre Puccianti | Robert Duponchel    |
| 07 au 09/08/1971    | Guy Sibille            | Régis Ovion           | Richard Podesta     |
| 02 au 07/08/1972    | Georges Talbourdet     | Jean-Pierre Mayda     | Michel Pitard       |
| 03 au 05/08/1973    | Jean-Michel Richeux    | Alain Cigana          | Eric Lalouette      |
| 02 au 05/08/1974    | Christian Seznec       | Alain Meslet          | Jean-Louis Picca    |
| 08 au 11/08/1975    | Dino Bertolo           | Jacques Desportes     | Bernard Quilfen     |
| 29/07 au 02/08/1976 | Jacques Desportes      | Rudi Michalski        | Willy Sprangers     |
| 29/07 au 01/08/1977 | Ian Chandler           | Robert Ducreux        | Alain Vidalie       |
| 04 au 07/08/1978    | Dominique Arnaud       | Joël Soudais          | Joël Arbia          |
| 1979                | Bernard Pineau         | Billy Kerr (en)       | Thierry Desevres    |
| 31/07 au 04/08/1980 | Hans Neumayer          | Ronny Van Holen       | Patrick Sarniguet   |
| 30/07 au 03/08/1981 | Hans-Joachim Hartnick  | Bernd Drogan          | Olaf Ludwig         |
| 13 au 17/07/1983    | Uwe Raab               | Miroslav Sýkora       | Erik Breukink       |
| 10 au 12/07/1987    | Joël Gaillard          | Thierry Richard       | Hervé Desriac       |
| 09 au 11/07/1988    | Frédéric Profilet      | Jacky Durand          | Manuel Carneiro     |

Cette course est remplacée par le Tour Yonne Nord depuis 2005 jusqu'à 2018, avec un niveau amateur très inférieur soit les 2-3-juniors FFC et non plus les futurs professionnels et meilleurs amateurs nationaux.